# Género chico
El género chico és un gènere espanyol d'art escènic i líric. És un subgènere de la sarsuela, a vegades anomenat erròniament «opereta espanyola» com si fos l'equivalent espanyol de l'opereta vienesa i francesa, gènere amb el qual no guarda cap parentiu, si bé algunes sarsueles chicas sí que han estat influïdes per l'estil de l'opereta. La sarsuela chica difereix de la sarsuela gran i de gairebé totes les formes d'òpera per produir obres de curta durada i per representar sovint temes lleugers de caràcter popular.

## Origen i desenvolupament

### Context històric
La sarsuela gran s'origina a l'època del rei Felip IV, que va introduir el gènere per amenitzar les seves festes al Palau de la Zarzuela, d'on prové el nom. Amb els successius monarques la sarsuela va passar per nombrosos períodes amb un constant debat entre la creació d'una òpera nacional, o una còpia de la italiana.
Els constants canvis que viu la política espanyola durant els segles xviii i xix no beneficien les arts escèniques en general. Cap a final del segle xix una entrada per al teatre rondava els 14 rals, quantitat bastant elevada per a la majoria de la població.

### Naixement
Per tal de superar la crisi d'assistència de públic als teatres de sarsuela els actors Juan José Luján, Antonio Riquelme i José Vallés, tenen la idea de dividir les tardes de teatre en 4 parts, d'una hora de durada cadascuna, creant les anomenades sessions per hores, que amb prou feines costaven un ral, i s'escenificaven en teatres modestos. Així, s'aconseguia mantenir una ocupació alta del teatre, ja que la gent hi anava més a causa dels preus més baixos. Els empresaris teatrals van acollir la idea ràpidament, però les obres antigues no estaven pensades per a durades tan breus i comencen a fer-se versions de diverses obres de la història del teatre.
S'intenta repetir l'èxit del teatre buf, que copiava el model d'òpera còmica d'Offenbach, i va ser importat per l'empresari Arderíus al Teatro Variedades de Madrid, on experimenta un breu però fulgurant èxit a Madrid (amb El joven Telémaco com a obra de referència). El model del bufo és el d'una obra breu, d'argument sempre forassenyat i impredictible, que tendeix a la caricatura i mofa lleugera de tota mena de temes com els mites històrics, la reialesa, l'exèrcit, la política, etc.
Tot això amb música agradable, intranscendent, i amb cert erotisme i exotisme. Els bufs, no obstant això, es veuran eclipsats ràpidament per l'expansió del género chico i desapareixen el 1873.
Aquestes primeres obres es consideraven secundàries i es programaven com a tals al costat de sarsueles grans, però amb el canvi de gust i la tendència cap als nacionalismes i l'òpera alemanya, el gust italià, que copiaven les sarsueles grans, caurà en desús, mentre el caràcter d'aquestes petites obres llueix per si mateix. El primer gran èxit no arriba fins a 1879, amb La salsa de Aniceta al teatre Apol·lo, a la que segueix poc després El lucero del alba de Manuel Fernández Caballero que aconsegueix un gran èxit per als seus intèrprets. Segons Chispero aquest és el veritable naixement del género chico.

És fàcil veure, per tant, que l'objectiu del género chico serà el pur entreteniment i la diversió del públic. En contraposició als temes més seriosos o dramàtics i l'acció complicada de la sarsuela gran, el género chico simplifica tot això, per tractar temes més aviat costumistes, sobre la vida quotidiana a Madrid, de tarannà absurd i caricaturesc. 

### Desenvolupament
El gènere chico rebrà el suport definitiu amb La Gran Via (Chueca i Valverde), l'estiu de 1886. L'obra gaudirà de tant d'èxit que passarà dels teatres d'estiu a l'Apolo, i serà repetida diverses temporades. Es tracta d'una sèrie de sainets animats, però no relacionats, que tracten temes d'actualitat, al voltant d'aquest carrer de Madrid que en l'època estava encara en projecte. Federico Chueca és un dels autors més prolífics i més important del gènere chico, col·laborant en les seves obres sovint amb Joaquín Valverde. Altres obres seves són: El año pasado por agua, Agua, azucarillos y aguardiente, La alegría de la huerta, El arca de Noé, Los descamisados, etc.
Altres autors importants de l'època eren Giménez, Quinito Valverde (el fill de Joaquín), Tomàs López Torregrosa, el citat Fernández Caballero, Jerónimo Jiménez 
Un autor molt important és Ruperto Chapí, que es passa la vida dubtant entre la seva pretensió de crear una òpera espanyola i les seves composicions de modest género chico. En aquest últim s'enquadren les seves obres Música clàssica, La revoltosa, ¡Las 12 y media y sereno!, i El tambor de granaderos.
Una de les obres del gènere més conegudes, La verbena de la Paloma, curiosament està escrita per un autor que no va tenir més èxits, Tomás Bretón. Aquesta popular composició sorgiria després d'alguns anys d'experiments del seu creador.
El género chico decaurà en importància ràpidament quan entra el nou segle.

### Música
Les obres intercalen escenes amb música i escenes parlades. La part musical té una longitud molt variable. Normalment les obres venen precedides d'un preludi musical, i a vegades tenen petits intermedis o música per a balls, i acaben amb un breu final en el qual es repeteix la música d'alguna escena succeïda anteriorment. Sol haver-hi també passatges parlats sobre música del fons, a l'estil del Singspiel.
Pel que fa a la música en si, hi ha discrepàncies sobre la seva rellevància. Mentre alguns autors la consideren sempre subordinada al text en importància, uns altres com Ramón Barce teoritzen sobre el fet que en la composició de l'obra la música venia primer (sobre textos que eren incoherents, anomenats «monstruos», i que simplement marcaven el ritme a una lletra que havia d'encaixar el llibretista, i que sovint era retocada pel compositor. En qualsevol cas, la música no sol ser concordant amb l'acció, sinó que més aviat succeeix al marge d'aquesta.
La música té un caràcter familiar, popular i folklòric, la qual cosa s'aconsegueix prenent melodies populars o de moda del moment, i canviant-los el text. A més, es busquen ritmes molt marcats i populars en els salons de ball, generalment importats però «nacionalitzats», com podrien ser el chotis (paraula que ve de l'alemany schottisch, en el qual significa 'escocès', referint-se al fet que l'estil té com a origen Escòcia), i molts altres com boleros, fandangos, havaneres, jotes, seguidilles, soleares, cercaviles, valsos, polques, o masurques (Polònia).